# Eparquia de Tamatarca
Eparquia de Tamatarca (em russo:  Таматархская епархия), também eparquia de Matraca, eparquia de Tmutarakan, é uma antiga eparquia do Patriarcado de Constantinopla na Península de Taman com sé na cidade de Tamatarca. Conhecida desde finais do século VIII até finais do século XIV.